# Yoo Jae-suk
Yoo Jae Suk (en hangul, 유재석; Suyu-dong, 14 de agosto de 1972) es un humorista, presentador y personalidad de televisión surcoreano conocido por haber participado en el programa Family Outing y por presentar y participar en programas de variedades como Happy Together, Infinite Challenge y Running Man.

## Primeros años
Yoo nació el 14 de agosto de 1972 en Seúl. Tiene dos hermanas menores. Su padre trabajaba como funcionario del gobierno local y su madre tenía varios empleos a la vez para mantener a la familia. Asistió a la Escuela Primaria de Yuhyeong en 1985 y se graduó en el Instituto Suyu tres años después. Se graduó en el Instituto Yeongmun en 1991, y ese mismo año se matriculó en el Instituto de las Artes de Seúl.

## Trayectoria
Debutó en televisión en el Festival de Comediantes de la KBS (para estudiantes universitarios) en 1991, interpretando una parodia de un anuncio con Choi Seung-Gyung. En Infinity Challenge, su baile con una versión de la canción "Step by Step" de New Kids on the Block fue uno de sus primeros momentos memorables. Tras nueve años de dificultades, en 2000, presentó un programa llamado Live and Enjoy Together, gracias a la recomendación de Choi Jin-Sil. El programa se hizo popular al instante y, desde entonces, Yoo Jae-Suk empezó a presentar muchos otros programas de variedades. Su potencial se demostró plenamente cuando copresentó un programa llamado The Crash of MCs con Kang Ho-Dong, Lee Hui-Jae y Kim Han-Suk.
En 2003 se unió al elenco del programa Happy Together donde aparece como copresentador, en 2005 se unió como anfitrión en jefe y miembro del programa Infinite Challenge, En junio de 2008 se unió al elenco principal del programa de televisión Family Outing donde participó como el presentador principal hasta el final en febrero de 2010. En 2010 se unió al elenco principal del exitoso programa de televisión surcoreano Running Man donde aparece hasta ahora. Yoo Jae-suk es el principal anfitrión del programa y se caracteriza por tener un pensamiento rápido para escapar durante las misiones.
Es miembro de la agencia Antenna desde julio de 2021. Previamente por seis años formó parte de la agencia FNC Entertainment del 16 de julio de 2015 hasta el 15 de julio de 2021 después de que decidiera no renovar su contrato.
El 20 de septiembre de 2017 se anunció que se uniría al nuevo programa The Culprit is You junto a Lee Kwang-soo, Sehun, Kim Sejeong, Ahn Jae Wook, Kim Jong Min y Park Min-young, en un nuevo reality show.
En julio de 2018 se anunció que Jae-suk se uniría a Jo Se-ho como los presentadores del nuevo programa You Quiz on the Block, el cual será estrenado el 29 de agosto del mismo año.
En septiembre del mismo año se anunció que se uniría al elenco de un nuevo programa creado por Jung Chul-min.

## Vida personal
El 6 de julio de 2008, se casó con la locutora Na Kyung-eun. El 1 de mayo de 2010, la pareja le dio la bienvenida a su primer hijo, Yoo Ji-ho. En febrero de 2018, se anunció que la pareja estaba esperando a su segundo bebé. El 19 de octubre de 2018, nació su segundo hijo, una niña.

## Filmografía

### Programas de variedades
| Año                 | Programa                                           | Notas                                                                                |
| ------------------- | -------------------------------------------------- | ------------------------------------------------------------------------------------ |
| 2000-2002           | Achievable Saturday – Star Survival Donggeodongrak | miembro                                                                              |
| 2002                | Super TV Enjoy Sunday                              | miembro                                                                              |
| 2002                | ! Exclamation Mark                                 | miembro                                                                              |
| 2002-2003           | Dangerous Invitation                               | miembro                                                                              |
| 2003-2007           | X-Man                                              | miembro                                                                              |
| 2007                | Haja Go! (Let's Do It!)                            | miembro                                                                              |
| 2007                | Old TV                                             | miembro                                                                              |
| 2007-2008           | Miracle Contestant                                 | miembro                                                                              |
| 2008-2010           | Family Outing                                      | 85 episodios - miembro                                                               |
| 2004-2012           | Come to Play                                       | miembro                                                                              |
| 2014                | I Am a Man                                         | miembro                                                                              |
| 2015                | Same Bed, Different Dreams                         | miembro                                                                              |
| 2015                | I Live Alone                                       | Ep. 132 - invitado                                                                   |
| 2015, 2016          | Hurry Up, Brother                                  | 2 episodios (#1.05 y #4.05)                                                          |
| 2005-2018           | Infinite Challenge                                 | 563 episodios - miembro                                                              |
| 2018                | Kids These Days                                    | miembro                                                                              |
| 2018                | All the Butlers (Master In The House)              | cameo[13]                                                                            |
| 2018-2019           | Cool Kids                                          | 22 episodios - miembro                                                               |
| 2018-2019           | Village Survival, the Eight                        | 12 episodios - miembro - (también conocida como "Beautiful Autumn Village, Michuri") |
| 2015, 2017-presente | Two Yoo Project Sugar Man                          | miembro[11][12]                                                                      |
| 2003-presente       | Happy Together                                     | miembro                                                                              |
| 2010-presente       | Running Man[10]                                    | 367 episodios - miembro                                                              |
| 2018-presente       | You Quiz on the Block                              | miembro[7][8][9]                                                                     |
| 2018-presente       | The Culprit is You (Busted!)                       | miembro                                                                              |
| 2019-presente       | Met Through Work                                   | miembro [6]                                                                          |
| 2019-presente       | How Do You Play? (What Do You Do for Fun)          | miembro [4][5]                                                                       |
| 2020-presente       | Sixth Sense                                        | miembro[3]                                                                           |
| 2021-presente       | Come Back Home                                     | miembro[2]                                                                           |
| 2022-presente       | The Zone: Endure to Live                           | miembro[1]                                                                           |

### Presentador
| Año  | Título                    | Notas                    |
| ---- | ------------------------- | ------------------------ |
| 2021 | 57th Baeksang Arts Awards | presentador de categoría |

## Filmografía

### Cine
| Año  | Título | Hangul | Papel    | Notas              | Ref.   |
| ---- | ------ | ------ | -------- | ------------------ | ------ |
| 2024 | Pilot  | 파일럿 | Él mismo | Aparición especial | [ 19 ] |

### Series de televisión
| Año  | Título                         | Personaje                                       | Notas                     | Ref.   |
| ---- | ------------------------------ | ----------------------------------------------- | ------------------------- | ------ |
| 2015 | The Girl Who Sees Smells       | Él mismo                                        | Aparición especial, ep. 1 |        |
| 2019 | Beautiful Love, Wonderful Life | Presentador de "Happy Together"                 | Aparición especial, ep. 2 |        |
| 2020 | Zombie Detective               | Actor de carteles de películas de zombis        | Aparición especial, ep. 1 |        |
| 2023 | Kokdu: Season of Deity         | Empleado de una casa de producción de gochujang | Aparición especial        | [ 20 ] |
| 2023 | My Dearest                     | Granjero                                        | Aparición especial        | [ 21 ] |

### Anuncios publicitarios
| Año  | Anuncio          | Notas                                                     |
| ---- | ---------------- | --------------------------------------------------------- |
| 2014 | Schoffel Korea   | junto a Song Ji-hyo - apareció en el anunció              |
| 2015 | Game of Dice     | junto al elenco de Running Man - apareció en los anuncios |
| 2015 | JiCheng Clothing | junto a Song Ji-hyo - apareció en el anunció              |

### Videos musicales
| Año  | Artista / Grupo                   | Canción                  | Notas                        |
| ---- | --------------------------------- | ------------------------ | ---------------------------- |
| 2004 | Shinnago                          | "Because' You're Pretty" | apareció en el video musical |
| 2005 | Kang Ho-dong                      | "Look Out the Window"    | apareció en el video musical |
| 2009 | Future Liger ft. Tiger JK & Tasha | "Let's Dance"            | apareció en el video musical |
| 2012 | PSY                               | "Gangnam Style"          | apareció en el video musical |
| 2012 | Sagging Snail ft. Lee Juck        | "Room Nallari"           | apareció en el video musical |
| 2013 | PSY                               | "Gentleman"              | apareció en el video musical |
| 2014 | Park Ji-yoon                      | "Beep"                   | apareció en el video musical |
| 2015 | Jinusean                          | "Tell Me One More Time"  | apareció en el video musical |
| 2016 | EXO                               | "Dancing King"           | apareció en el video musical |

## Apoyo a caridad
Jae-suk es conocido por ser uno de los iconos que expresan su amor patriótico por Corea. Desde el 2005 dona a la aldea japonesa "Utoro Village". Donó para apoyar a las víctimas del incendio del mercado Daegu Seomun ocurrido en el 2016. Ese mismo año donó para apoyar a las víctimas del tifón Chaba. Ha donado para ayudar a las víctimas del incendio del Yeosu Fish Market ocurrido en enero del 2017. Jae-suk donó 50 millones de won (aproximadamente $ 45,000) para ayudar a cada una de las víctimas del terremoto de Pohang ocurrido en julio del 2017. A principios de agosto del 2018 se reveló que había realizado una nueva donación a "Utoro Village", y esta vez, donando 50 millones de won (aproximadamente $45,000) a la campaña titulada We’ll Remember You, Utoro. Tres años atrás durante un episodio del programa Infinite Challenge, Jae Suk y Ha-Ha visitaron Utoro Village, cerca de Kyoto, donde aproximadamente 1,300 coreanos fueron llevados por la fuerza a trabajar como trabajadores de las fuerzas armadas de Japón durante la Segunda Guerra Mundial. Muchos de los trabajadores coreanos y sus descendientes permanecieron en esta aldea después de la guerra, ya que la mayoría no podía permitirse regresar a Corea. En septiembre del 2018 se anunció que Jae-suk había donado 50 millones de won (aproximadamente $ 45,000) para ayudar a las víctimas que sufren debido a las fuertes lluvias. El 7 de marzo de 2022 se anunció que había realizado una donación de 100 millones de won (aproximadamente US$ 82 175) a la Asociación Hope Bridge de National Disaster Relief, que ayudará a proporcionar kits de ayuda de emergencia y cubrirán los gastos de varios otros artículos necesarios para las víctimas y para realizar rescates del incendio forestal que se salió de control en Gangwon y Gyeongsangbuk-do.

## Premios y nominaciones
En octubre del 2018 fue uno de los recipientes del Elogio Presidencial (en inglés: "Presidential Commendation") durante la entrega de premios 2018 Korean Popular Culture & Arts.
| Año  | Categoría                                              | Premio                              | Trabajo                           | Resultado |
| ---- | ------------------------------------------------------ | ----------------------------------- | --------------------------------- | --------- |
| 2003 | Most Outstanding Award – Entertainment Category        | 2nd KBS Entertainment Award         | Happy Together                    | Nominado  |
| 2005 | Grand Award (Daesang)                                  | 4th KBS Entertainment Award         | Happy Together                    | Ganó      |
| 2006 | Daesang (Grand Prize)                                  | 6th MBC Entertainment Award         | Infinite Challenge                | Ganó      |
| 2009 | PD Award                                               | 9th MBC Entertainment Award         | Infinite Challenge                | Ganó      |
| 2009 | Daesang (Grand Prize)                                  | 9th MBC Entertainment Award         | Infinite Challenge                | Ganó      |
| 2010 | Daesang (Grand Prize)                                  | 10th MBC Entertainment Award        | Infinite Challenge                | Ganó      |
| 2011 | Grand Award (Daesang)                                  | 5th SBS Entertainment Award         | Running Man                       | Ganó      |
| 2011 | Netizen's Most Popular                                 | 5th SBS Entertainment Award         | Running Man                       | Nominado  |
| 2011 | Top Excellence Award in a Variety Show                 | 11th MBC Entertainment Award        | Infinite Challenge                | Ganó      |
| 2012 | Viewer's Most Popular                                  | 6th SBS Entertainment Award         | Running Man                       | Ganó      |
| 2012 | Grand Award (Daesang)                                  | 6th SBS Entertainment Award         | Running Man                       | Ganó      |
| 2012 | PD Award                                               | 12th MBC Entertainment Award        | Infinite Challenge                | Ganó      |
| 2013 | Grand Award (Daesang) for Television                   | 49th Baeksang Arts Award            | Happy Together                    | Ganó      |
| 2013 | Best Variety Performer - Male                          | Baek Sang TV Arts Award             | Running Man                       | Nominado  |
| 2013 | Daesang Grand Award                                    | Baek Sang TV Arts Award             | Running Man                       | Ganó      |
| 2013 | Grand Award (Daesang)                                  | 7th SBS Entertainment Award         | Running Man                       | Nominado  |
| 2013 | Viewer's Most Popular (junto al elenco de Running Man) | 7th SBS Entertainment Award         | Running Man                       | Ganaron   |
| 2013 | Daesang (Grand Prize) for Television                   | 49th Baeksang Arts Award            | Infinite Challenge                | Ganó      |
| 2014 | Viewer's Choice Most Popular Entertainer               | 8th SBS Entertainment Award         | Running Man                       | Ganó      |
| 2014 | Grand Award (Daesang)                                  | 8th SBS Entertainment Award         | Running Man                       | Nominado  |
| 2014 | Daesang (Grand Prize)                                  | 14th MBC Entertainment Award        | Infinite Challenge                | Ganó      |
| 2014 | Grand Award (Daesang)                                  | 3th KBS Entertainment Award         | Happy Together                    | Ganó      |
| 2015 | Viewer's Choice Most Popular Entertainer Award         | 9th SBS Entertainment Award         | Running Man                       | Ganó      |
| 2015 | Grand Award (Daesang)                                  | 9th SBS Entertainment Award         | Running Man                       | Ganó      |
| 2016 | Grand Award (Daesang)                                  | 10th SBS Entertainment Award        | Running Man                       | Ganó      |
| 2016 | Daesang (Grand Prize)                                  | 16th MBC Entertainment Award        | Infinite Challenge                | Ganó      |
| 2016 | Top Male Excellence Award in Variety Show              | 16th MBC Entertainment Award        | Infinite Challenge                | Nominado  |
| 2017 | Comedian of the Year                                   | -                                   | -                                 | Ganó      |
| 2018 | Best Teamwork                                          | 12th SBS Entertainment Award        | Running Man                       | Ganó      |
| 2018 | -                                                      | Korean Popular Culture & Arts Award | -                                 | Ganó      |
| 2019 | Entertainer of the Year                                | 2019 MBC Entertainment Award        | -                                 | Ganó      |
| 2019 | Rookie Award for Variety                               | 2019 MBC Entertainment Award        | (por el personaje "Yoo San-seul") | Ganó      |
| 2019 | Grand Award (Daesang)                                  | 2019 SBS Entertainment Award        | Running Man                       | Ganó      |
| 2020 | Daesang (Grand Prize)                                  | 2020 MBC Entertainment Award        | How Do You Play?                  | Ganó      |
| 2020 | Entertainer of the Year                                | 2020 MBC Entertainment Award        | -                                 | Ganó      |
| 2020 | Best Couple (junto a Lee Hyori)                        | 2020 MBC Entertainment Award        | How Do You Play?                  | Ganaron   |
| 2020 | Male Variety Star                                      | 2021 Korea First Brand Award        | -                                 | Ganó      |
| 2020 | Best Variety Performer – Male                          | 56th Baeksang Arts Award            | How Do You Play?                  | Ganó      |
| 2021 | Daesang (Grand Prize)                                  | MBC Entertainment Award             | How Do You Play?                  | Ganó      |
| 2021 | Entertainer of the Year                                | MBC Entertainment Award             | -                                 | Ganó      |
| 2021 | Best Couple (junto a Ha-ha y Lee Mi-joo)               | MBC Entertainment Award             | How Do You Play?                  | Ganaron   |
| 2021 | Variety Star of the Year                               | SBS Entertainment Award             | -                                 | Ganó      |
| 2021 | Best Variety Personality                               | 2021 Brand Of The Year Award        | -                                 | Ganó      |
| 2021 | Best Male Variety Star                                 | 48th Korean Broadcasting Award      | How Do You Play?                  | Ganó      |
| 2021 | Male Variety Show Star                                 | 2021 Brand Of The Year Award        | -                                 | Ganó      |
| 2021 | Grand Prize                                            | 57th Baeksang Arts Award            | -                                 | Ganó      |
| 2021 | Best Male Entertainer                                  | 57th Baeksang Arts Award            | How Do You Play y Sixth Sense     | Nominado  |
| 2021 | Male Variety Star                                      | Brand Customer Loyalty Award        | -                                 | Ganó      |